# Soldadura per fusió

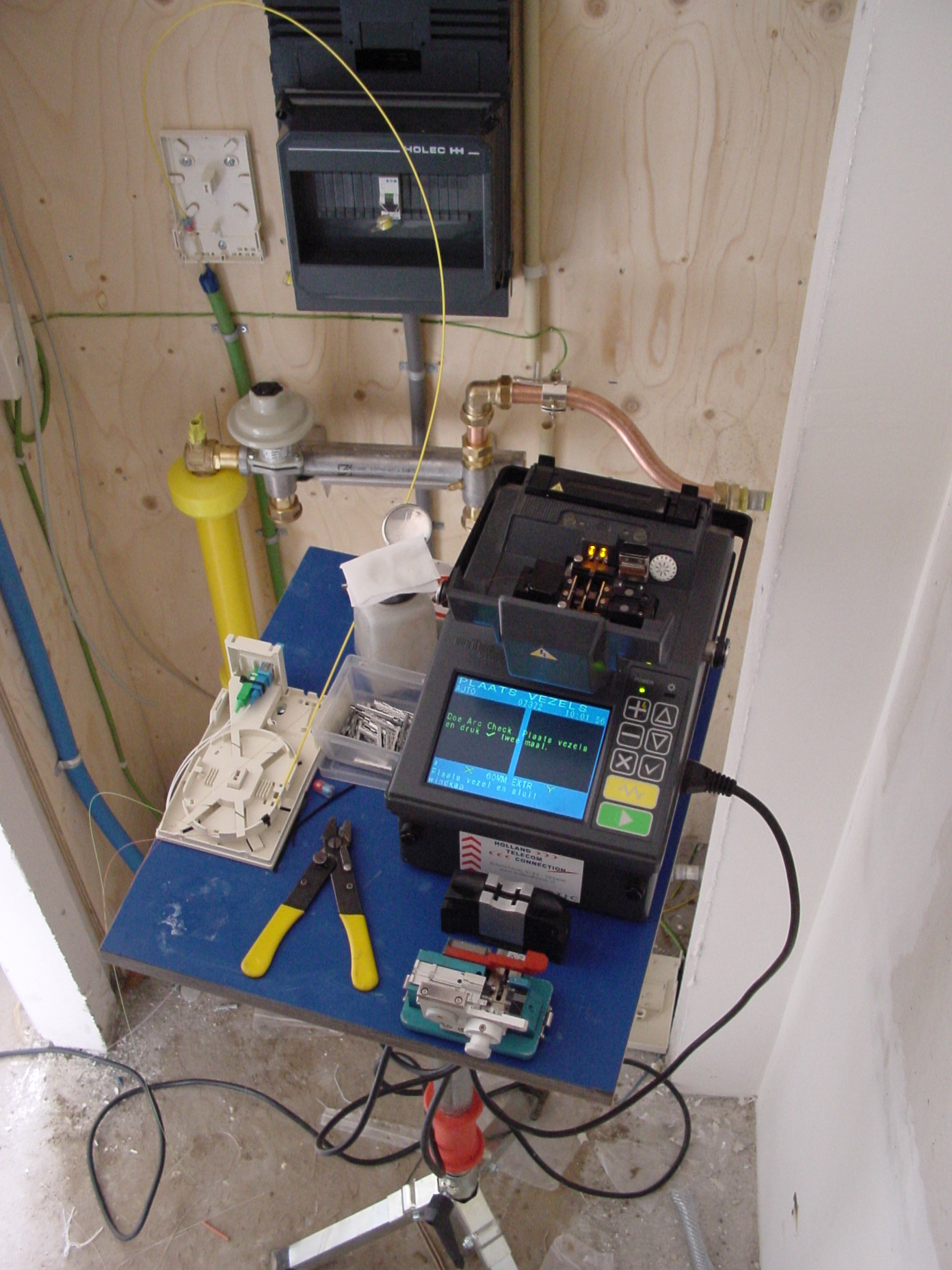
Màquina de soldadura per fusió

La soldadura per fusió és la tècnica de soldadura que consisteix a escalfar dues peces de metall fins que es fonen entre si. Pot ser amb aportació de material o sense. Seria el sistema oposat a la soldadura per difusió. Dins de la soldadura per fusió hi ha els següents tipus:
soldadura TIG, soldadura MAG, soldadura MIG, soldadura per arc, soldadura per plasma, soldadura per punts, soldadura per feix d'electrons, soldadura per raig làser, soldadura aluminotèrmica i soldadura GMAW
Si el procés consisteix a escalfar els metalls fins a una temperatura inferior al seu punt de fusió i unir-los amb un metall d'aportació fos, o escalfar els metalls fins que estan tous per martells o unir-los a pressió entre si es diria soldadura sense fusió.